# Suminia
Suminia es un género extinto de terápsidos anomodontos que vivieron en el Pérmico Superior, hace unos 260 millones de años. Fue descubierto en Kotelnich en el río Viatka (Rusia). El gran desgaste de los dientes sugiere que era herbívoro y que comía vegetales con un elevado contenido en sílice. Sus restos fósiles sugieren que era arborícola, y presenta características de evolución convergente con los monos arborícolas.

## Características
Los dientes de Suminia eran grandes para su tamaño y tenían una sola cúspide aserrada; los dientes eran reemplazados a lo largo de toda la vida. La órbita ocular era bastante grande y estaba situada cerca de la abertura temporal, separada por una estrecha barra postorbital. Tenía manos capaces de agarrarse, lo que sugiere que era capaz de trepar a los árboles; si es así, fue el primer vertebrado en llevar una vida arborícola.